# Ванкувер (острво)
Острво Ванкувер (енгл. Vancouver Island), је острво на западној обали Канаде, названо по поморцу Џорџу Ванкуверу. Острво Ванкувер је највеће острво канадске провинције Британска Колумбија. Мореузима Џорџија, Џонсон и краљице Шарлоте одвојен је од канадског копна. Мореуз Хуан де Фука одваја острво Ванкувер од америчке државе Вашингтон. Острво је дуго 450 km и 100 km широко; заузима површину од 31.285 km². 
Припојено је Британској Колумбији 1866. године.
Планински ланац на острву дели олујну пацифичку западну обалу острва од умереније источне стране. На острву се налази глечер Комокс. На западној обали постоји пет фјордова. Клима острва је веома блага за канадске услове. Количина падавина на западној обали (Језеро Хендерсон) иде до 6.650 mm годишње, док на полуострву Санич на југу (град Викторија) падне свега десетина ове количине. Снег је редак, осим у планинама.
Јужни део острва Ванкувер и нека од оближњих заливских острва су једини делови Британске Колумбије или Западне Канаде који леже јужно од 49. паралеле. Ово подручје има једну од најтоплијих клима у Канади, а од средине 1990-их било је довољно благо у неколико области за узгој медитеранских усева као што су маслине и лимун.

## Географија
Острво Ванкувер се налази у југозападном углу провинције Британске Колумбије. Од копна Британске Колумбије одвајају га мореузи Џонстона и Краљице Шарлоте на северу и североистоку, и мореуз Џорџија на југоистоку, који га заједно са мореузом Хуан де Фука дуж његовог југозапада одваја од Сједињених Држава. Западно од острва је отворени Тихи океан, док је северно од острва залив Краљице Шарлоте. Мореузи Џорџија и Хуан де Фука су сада званично део Салишког мора, које такође укључује Пјуџет залив.
Венци острва Ванкувер простиру се највећим делом дужине острва, дели га на влажну и неравну западну обалу и суву, више валовиту источну обалу. Највиша тачка у овим венцима и на острву је Златни Хинд, са 2.195 m (7.201 ft). Смештен у близини центра острва Ванкувер у 2.500 km2 (970 sq mi) покрајинског парка Страткона, део је групе врхова који укључују једине глечере на острву, од којих је највећи глечер Комокс. Западна обала је смежурана и на многим местима планинска. Њу карактеришу бројни фјордови, заливи и увале. Унутрашњост острва има много језера (језеро Кенеди, северно од Уклилета, највеће је) и река.

## Геологија
Острво Ванкувер је углавном састављено од вулканских и седиментних стена које су формиране на мору на сада несталој океанској плочи Кула. Пре око 55 милиона година, током палеогенског периода, микроплоча Кула плоча субдукована је испод северноамеричке континенталне ивице са великим напрезањем. Вулкански лук на површини Кула плоче је тако нарастао и стопљен на западни руб Северне Америке. Ови терани су били подвргнути екстремном савијању услед континуиране субдукције плоче Кула, што је довело до формирања искривљених Острвских планина. Већи део централног планинског региона око парка Страткона део је формације Кармуцен, која је низ толеитских јастучастих базалта и бреча. Пошто је острво Ванкувер постало акрециони клин на северноамеричком континенту, плоча Кула је потпуно субдукована испод ње, а остаци Фаралонскe плоче, плоче Хуан де Фука, сада се субдукују испод острва. Овај процес је довео до тога да је острво Ванкувер једно од сеизмички најактивнијих региона у Канади. Зона субдукције уз обалу острва чини део Ватреног прстена. Познато је да је ова област у прошлости била домаћин земљотреса са великим ударом, а последњи је био земљотрес Каскадија из 1700. Забрањена висораван, на истоку венца острва Ванкувер, била је епицентар земљотреса на острву Ванкувер 1946. који је регистрован 7,3 скале магнитуде, најјачи икада забележен на копну у Канади.
Острво Ванкувер је било место посматрања сеизмичког феномена епизодног подрхтавања и клизања (ETS).

## Екологија
Острво Ванкувер лежи у биому умерене кишне шуме. На јужним и источним деловима острва, ово карактерише дуглазија, западни црвени кедар, арбутус (или мадрона), храст Quercus garryana, жбун Gaultheria shallon, махонија и манзанита; штавише, острво Ванкувер је локација где је Арчибалд Мензис први забележио дуглазију. Острво Ванкувер је такође локација на којој су забележене неке од највиших дуглазија. Југоисточни део острва је најнасељенији регион острва Ванкувер и главно подручје за рекреацију.
Фауна острва Ванкувер је слична оној која се налази на копненој обали, са неким значајним изузецима и додацима. На пример, планинске козе, лосови, којоти, дикобрази, творови, чипманкови и бројне врсте малих сисара, иако их има у изобиљу на копну, одсутни су на острву Ванкувер. Гризлији су одсутни на острву, где преовлађују црни медведи, али је 2016. примећен пар гризлија како плива између мањих острва близу обале у близини Порт Макнила. Међутим, острво Ванкувер подржава већину канадских Рузвелтових лосова, а неколико врста и подврста сисара, као што је мрмот са острва Ванкувер, јединствено је за острво. Колумбијски црнорепи јелени су присутни у изобиљу, чак и у приградским областима као што је шира Викторија, као и аутохтоне Дагласове веверице. Источна сива веверица се налази на југу и сматра се инвазивном због свог прождрљивог апетита и застрашивања Дагласових веверица. Острво има највећу популацију пума у Северној Америци. Вук са острва Ванкувер, подврста сивог вука, налази се само на северном делу острва. Лучке фоке и речне видре су уобичајене.